# Sequestrando Stella
Sequestrando Stella
Sequestrando Stella é um filme de suspense alemão de 2019, dirigido e escrito por Thomas Sieben, e é um remake do suspense britânico de 2009, The Disappearance of Alice Creed . O enredo gira em torno de dois homens, Vic (Clemens Schick) e Tom (Max von der Groeben), que sequestram Stella (Jella Haase), e mostra como ela consegue sair das garras de seus dois sequestradores mascarados.
O filme foi lançado no Netflix em 12 de julho de 2019.

## Enredo
Sequestrando Stella  começa com dois ex-condenados, Tom (Max von der Groeben) e Vic (Clemens Schick), meticulosamente se preparando para o que é necessário para sequestrar uma menina roubando um carro e fazer uma sala isolada à prova de som. É um filme minimalista que só esses três personagens, é apresentado em apenas alguns locais e tem sequências longas com pouco ou nenhum diálogo, e conta a história de como Stella (Jella Haase) consegue sair das garras de seus dois personagens. sequestradores mascarados.

## Elenco
- Jella Haase como Stella
- Clemens Schick como Vic
- Max von der Groeben como Tom